# 佩尔勒
佩尔勒（法語：Perles，法語發音：[pɛʁl]）是法国上法蘭西大區埃纳省的一个旧市镇，属于苏瓦松区。2016年，佩尔勒与临近的6个市镇合并为新市镇莱塞特瓦隆。

## 地理
佩尔勒（49°19'31"N, 3°39'20"E）面积3.7 平方千米，位于法国上法蘭西大區埃纳省，该省份为法国北部内陆省份，北起北部省，西接索姆省和瓦兹省，东临阿登省和马恩省，西南至塞纳-马恩省，东北部与比利时接壤。
与佩尔勒接壤的市镇（或旧市镇、城区）包括：韦勒河畔巴佐什、菲姆。
佩尔勒的时区为UTC+01:00、UTC+02:00（夏令时）。

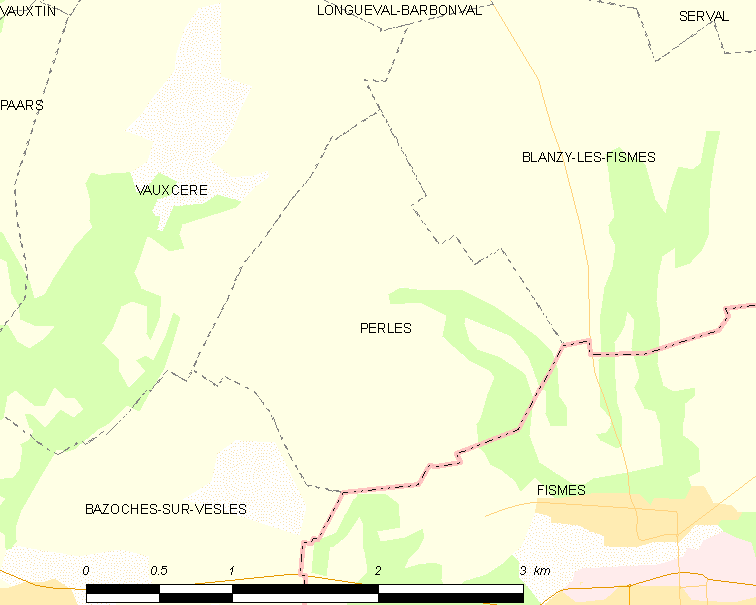
佩尔勒的OSM定位图

## 行政
佩尔勒的邮政编码为02160，INSEE市镇编码为02597。

## 政治
佩尔勒所属的省级选区为塔德努瓦地区费尔县。

## 人口

1962-2008年间佩尔勒人口变化图示

佩尔勒于2018年1月1日时的人口数量为79人。